# Pionosyllis gesae
Pionosyllis gesae är en ringmaskart som beskrevs av Thomas H. Perkins 1980. Pionosyllis gesae ingår i släktet Pionosyllis och familjen Syllidae.
Artens utbredningsområde är Mexikanska golfen. Inga underarter finns listade i Catalogue of Life.